# Pachnoda concolor
Pachnoda concolor är en skalbaggsart som beskrevs av Paul Norbert Schürhoff 1938. Pachnoda concolor ingår i släktet Pachnoda och familjen Cetoniidae.

## Underarter
Arten delas in i följande underarter:
- P. c. favareli
- P. c. schuerhoffi
- P. c. teocchii
- P. c. soucioui